# Bohumil Hrabal
Bohumil Hrabal (Brno, Imperi Austrohongarès, 28 de març de 1914 - Praga, República Txeca, 3 de febrer de 1997) fou un dels escriptors txecs amb més renom del segle xx.
Nat a la ciutat morava de Brno, cresqué a Nymburk, on el seu padrastre era el gerent —i posteriorment director— d'una fàbrica cervesera. Estudià dret a la Universitat Carolina de Praga, doctorant-se'n tardanament el 1946, acabada la guerra. Tanmateix mai treballà en aquest camp sinó que abans de dedicar-se plenament a l'escriptura, exercí feines d'allò més diverses (sovint font d'inspiració per als seus relats): oficinista, ferroviari (durant la Segona Guerra Mundial, cosa que inspirà Trens rigorosament vigilats), viatjant de comerç, obrer en una fàbrica siderúrgica («Jarmilka», narració de Els enraonaires; contes de Anunci d'una casa on ja no vull viure), trinxador de paper vell (Una solitud massa sorollosa) o tramoista en un teatre del barri de la perifèria de Praga on vivia.
Hrabal començà a publicar el 1963, passat el cop d'estat comunista i els anys de l'estalinisme, i l'alegria de poder ser molt llegit li durà poc, perquè a partir de 1970 (després de la primavera de Praga i amb la re-ocupació soviètica) hom li prohibí publicar, tal com passà a la majoria dels escriptors txecs.
Autor d'una obra extensa i de gran qualitat, és considerat un dels grans escriptors txecs del segle xx juntament amb Jaroslav Hašek, Karel Čapek i Milan Kundera.
El seu estil s'intueix molt sofisticat sota una escriptura "abocada a raig" i aparentment desendreçada, que reflecteix el parlar dels homes senzills i alegres a qui dona veu (gent de fet ben culta i bastant deprimida, parents inclosos), tot fent servir sovint la tècnica del llarg monòleg joyceà, amb un sentit de l'humor que fa pensar en les gràcies i en les desgràcies. El gust pels gats, la cervesa, la molta filosofia llegida i l'alta cultura en general, més l'experimentació mítica i formal, fan la seva obra especialment apreciable però ben complicada de jutjar.

## Obra

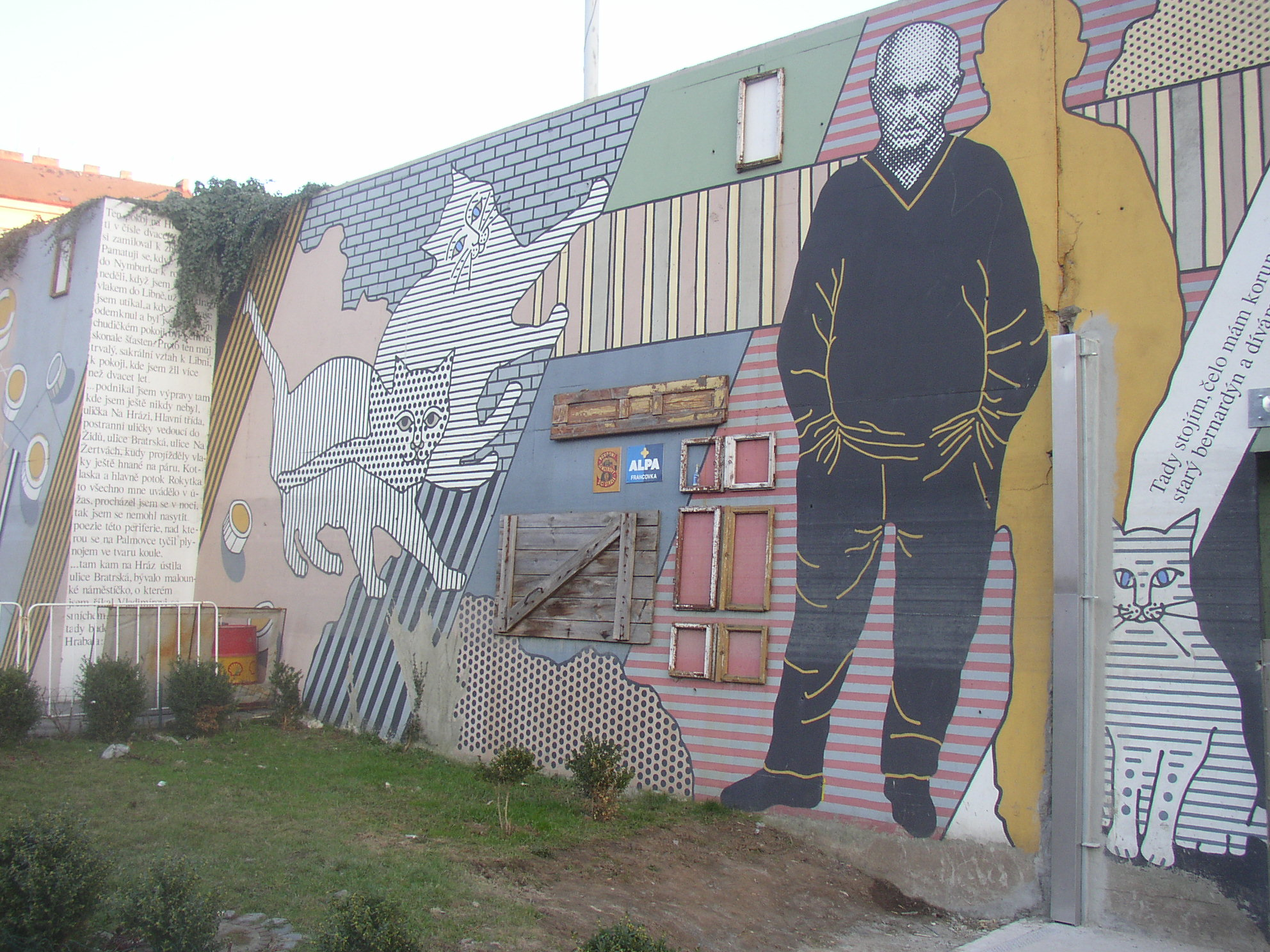
Mural al barri de Libeň (Praga), on Hrabal visqué molts anys.

- El carreró perdut (Ztracená ulička). Nymburk: Hrádek, 1948. Recull de poemes, edició destruïda a l'últim moment per circumstàncies polítiques.
- Hovory lidí 1956. Edició bibliòfila finançada per Jiří Kolář, conté dues narracions.
- Aloses penjades d'un fil (Skřivánek na niti). Recull de contes, edició de 1959 prohibida a última hora per la direcció de l'editorial Československý Spisovatel.
- Perlička na dně ("Una perla en el fons", 1963).
- Els enraonaires (Pábitelé, 1964)
- Taneční hodiny pro starší a pokročilé. ("Curs de dansa per adults i alumnes avançats", 1964)
- Trens rigorosament vigilats (Ostre slevadoné vlaky, 1965)
- Anunci d'una casa on ja no vull viure (Inzerát na dům, ve kterém už nechci bydlet). Praga: Mladá Fronta, 1965. Recull de narracions.
- La taverna «El Món» (Automat Svět: Výbor z povídek). Praga: Mladá Fronta, 1966. Selecció de narracions prèviament publicades, il·lustrat amb collages de Jiří Kolář.
- Aquesta ciutat està sotmesa a la cura dels ciutadans (Toto město je ve společné péči obyvatel). Praga: Československý Spisovatel, 1967. Llibre de montages de Hrabal, acompanyat de fotografies de Miroslav Peterka.
- Llegendes i romanços de cec (Morytáty a legendy). Praga: Československý spisovatel, 1968. Recull de narracions.
- Poncelles (Poupata). Praga: Mladá Fronta, 1970. Il·lustrat per Vladimír Boudník. Recull de contes i textos primerencs, dels temps de l'estalinisme. Edició retirada a darrera hora, just abans de ser distribuïda a les llibreries.
- Deures (Domácí úkoly). Praga: Mladá Fronta, 1970. Edició retirada, com el recull anterior, just abans de ser distribuïda a les llibreries.
- Cabellera sacrificada, en català publicada amb el títol Personatges en un paisatge d'infància (Postřižiny, 1970). Praga: Československý spisovatel, 1976.
- Jo he servit el rei d'Anglaterra (Obsluhoval jsem anglického krále, 1971)
- La petita ciutat on es va aturar el temps (Městečko, kde se zastavil čas, 1973). Primera publicació en txec, a l'exili, Innsbruck: Comenius, 1978.
- Bàrbar tendre (Něžný barbar, 1973). Colònia: Index, 1981, primera publicació en txec, a l'exili.
- Les festes de les campanetes de neu (Slavnosti sněženek, 1975). Praga: Československý spisovatel, 1978, versió permesa lleugerament diferent de l'original. Recull de narracions.
- Una solitud massa sorollosa (Příliš hlučná samota, 1976). Colònia: Index, 1981, publicada en txec a l'exili, com altres obres de Hrabal no serà publicada a Txecoslovàquia fins després de la caiguda del règim comunista.
- Els milions d'Arlequí (Harlekýnovy milióny, 1979). Praga: Československý spisovatel, 1981. Escrita amb el títol original de Nimfes jubilades (Nymfy v důchodu), que serà recuperat —després de la caiguda del règim— amb la publicació de les obres completes en 19 volums (1991-1997).
- La bella tristesa (Krasosmutnění). Praga: Československý spisovatel, 1979. Recull de contes, és una versió acceptable per la censura de la novel·la La petita ciutat on es va aturar el temps.
- Cada dia un miracle (Každý den zázrak). Praga: Československý spisovatel, 1979. Recull de contes nous i vells.
- Clubs de poesia (Kluby poezie). Praga: Mladá Fronta, 1981.
- Trilogia Una petita ciutat a la vora del riu (Městečko u vody). Praga: Československý spisovatel, 1982. Publicació conjunta de Cabellera sacrificada seguida dels llibres acceptats per la censura La bella tristesa i Els milions d'Arlequí. La trilogia original contindria Cabellera sacrificada més els llibres La petita ciutat on es va aturar el temps i Nimfes jubilades.
- Deures escrits per voluntat pròpia (Domácí úkoly z pilnosti). Praga: Československý spisovatel, 1982. Recull d'entrevistes, articles, assajos i discursos d'inauguració.
- Enraonies de la gent (Hovory lidí). Praga: Československý spisovatel, 1984. Selecció de narracions prèviament publicades.
- La vida sense esmòquing (Život bez smokingu). Praga: Československý spisovatel, 1986. Selecció d'entrevistes i altres textos.
- Trilogia Noces a casa. Vita nuova. Terra erma (Svatby v domě. Vita nuova. Proluky, 1982-1985). Trilogia de prosa autobiogràfica, primerament publicada a l'exili, entre d'altres, a Toronto: 68 Publishers, 1986-87.
- La flauta màgica (Kouzelná flétna). Praga: Pražská imaginace, 1989. Inspirat per les manifestacions de gener del 1989.
- Qui sóc jo (Kdo jsem). Praga: Pražská imaginace, 1989.
- Nusos en el mocador (Kličky na kapesníku). Praga: Práce, 1990. Entrevista de 1984-85 amb el periodista hongarès László Szigeti.
- L'huracà de novembre (Listopadový uragán). Praga, Delta, 1990. Escrit després dels fets de novembre de 1989, que van suposar el canvi de règim.
- Schizofrenické evangelium: (1949-1952), Praga: Melantrich, 1990. Textos embrionaris de 1949-1952, posteriorment reescrits en les novel·les més conegudes de Hrabal.
- Obres completes de Bohumil Hrabal en 19 volums (Sebrané spisy Bohumila Hrabala = SSBH), dirigides per Miroslav Červenka, Karel Dostál, Milan Jankovič, Václav Kadlec i Josef Zumr. Praga: Pražská imaginace, 1991-1997:
- #Básnění, 1991
- #Židovský svícen, 1991
- #Jarmilka, 1992.
- #Pábení, 1993.
- #Kafkárna, 1994.
- #Obrazy v hlubině času, 1994.
- #Obsluhoval jsem anglického krále, 1993.
- #Rukověť pábitelského učně, 1993.
- #Hlučná samota, 1994.
- #Nymfy v důchodu, 1994.
- #Svatby v domě, 1995.
- #Kdo jsem, 1995.
- #Dopisy Dubence, 1995.
- #Pojízdná zpovědnice, 1996.
- #Domácí úkoly, 1995.
- #Naivní fuga, 1995.
- #Kličky na kapesníku, 1996.
- #Ze zápisníku zapisovatele, 1996.
- #Bibliografie, dodatky, rejstříky, 1997.
- Aurora en terra ferma (Aurora na mělčině). Praga: Pražská imaginace, 1992.
- Contes de bressol per a Cassius (Večerníčky pro Cassia). Praga: Pražská imaginace, 1993.
- Textos: gener 1993-gener 1994 (Texty: leden 1993-leden 1994). Praga: Pražská imaginace, 1994.
- Anècdotes dels patis interiors (Pražské pavlačové anekdoty). Praga: Pražská imaginace, 1994.
- Setkání. Štíty: Veduta, 2008. Narracions de Hrabal acompanyades de fotografies de Jindřich Štreit.
- Povídky, črty a hovory, Praga, Host, 2015. Extensa antologia de la prosa hrabaliana, dels anys 50 als 90.
- En curs de publicació una nova edició (crítica?) de les Obres completes de Bohumil Hrabal en 7 volums, dirigides per Václav Kadlec i Jiří Pelán, Praga, Mladá Fronta, 2014-2018:
- #Lyrika (Poesia), 2017.
- #Povídky (Narracions), 2014.
- #Novely (Novel·les), 2015.
- #Texty z časů normalizace (Textos del temps de la "normalització"), 2016.
- #Autobiografická trilogie (Trilogia autobiogràfica), 2016.
- #Publicistika, previsió novembre 2018.
- #Literární žurnalista, 2018.

## Obra traduïda al català

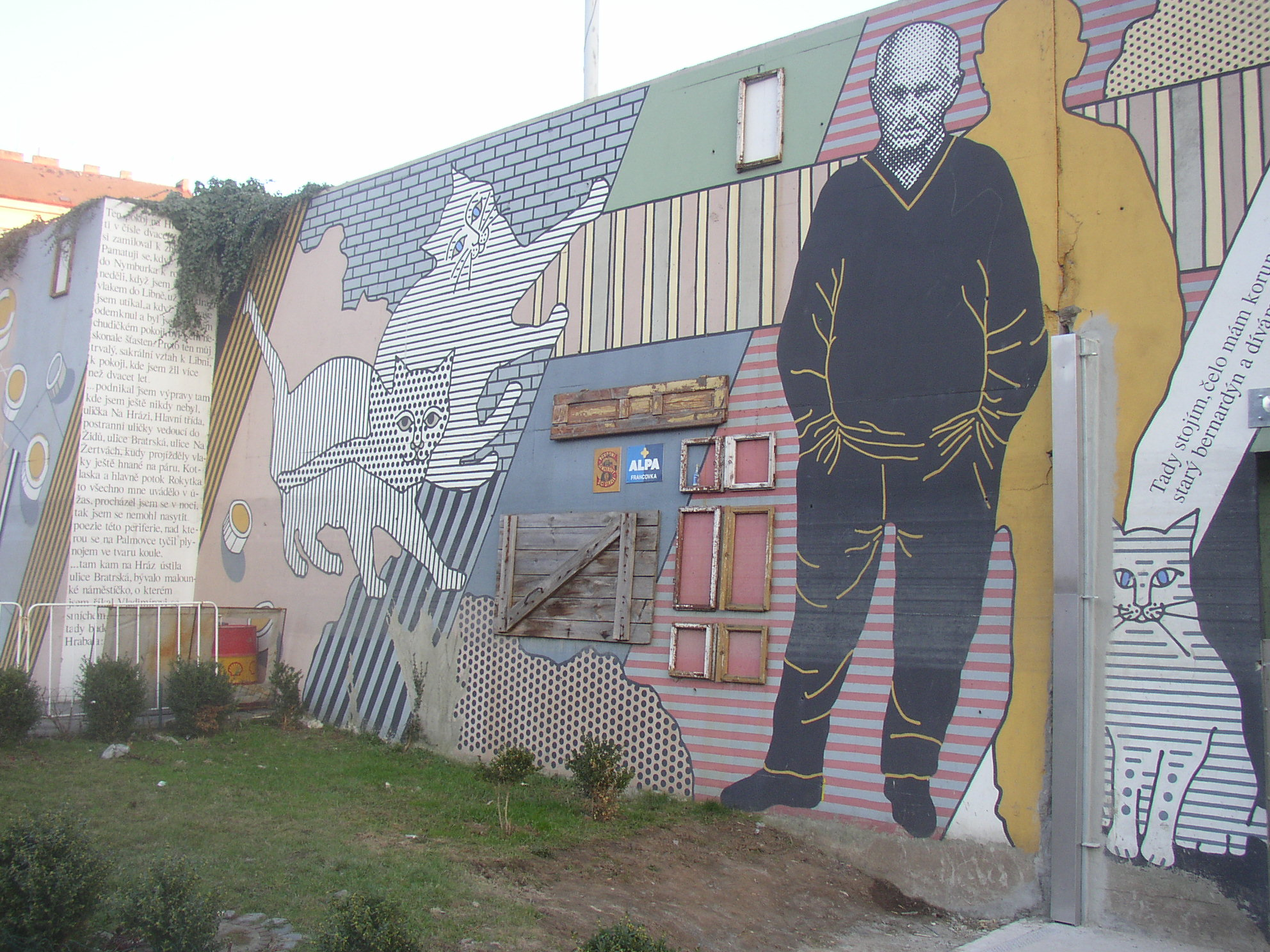
Mural al barri de Libeň (Praga), on Hrabal visqué molts anys.

- Una solitud massa sorollosa (Příliš hlučná samota, 1976). Trad. de Monika Zgustová. Barcelona: Edicions 62, 1989 («El confident», 1). ISBN 84-297-2987-9
- Anunci d'una casa on ja no vull viure (Inzerát na dům, ve kterém už nechci bydlet, 1965). Trad. de Monika Zgustová. Barcelona: Edicions 62, 1990 («El confident», 10). ISBN 84-297-3170-9
- Personatges en un paisatge d'infància (Postřižiny, 1970). Trad. de Monika Zgustová. Barcelona: Destino, 1991 («L'àncora», 30). ISBN 84-233-2005-7
- Qui sóc jo (Kdo jsem, 1989). Trad. i pròleg de Monika Zgustová. Barcelona: Destino, 1992 («L'àncora», 44). ISBN 84-233-2169-X
- Els sofriments del vell Werther («Utrpení starého Werthera», 1949). Trad. de Maria Garcia Barris. Barcelona: Edicions 62, 1993 («El confident», 20) ISBN 84-297-3614-X
- Noces a casa. Vita nuova. Terra erma (Svatby v domě. Vita nuova. Proluky, 1985). Trad. de Monika Zgustová. Barcelona: Destino, 1993 («L'àncora», 59). ISBN 84-233-2313-7
- La petita ciutat on es va aturar el temps (Městečko, kde se zastavil čas, 1973). Trad. de Monika Zgustová. Barcelona: Destino, 1995 («L'àncora», 68). ISBN 84-233-2375-7
- Llegendes i romanços de cec (Morytáty a legendy, 1968) Trad. de Núria Mirabet i Luisa Rancaño. Barcelona: Destino, 2000 («L'àncora», 140). ISBN 84-233-3244-6
- El meu gat Autíčko («Autíčko», 1983). Trad. de Monika Zgustová. Barcelona: Galàxia Gutenberg, 2016 («Galàxia Gutenberg», 9). ISBN 978-84-16734-14-6